# برنبورگ (ناحیه)
برنبورگ (به آلمانی: Landkreis Bernburg) یک ناحیه در آلمان است که در زاکسن-آنهالت واقع شده‌است. برنبورگ ۶۹٬۳۰۰ نفر جمعیت دارد.